# Corte
Corte (Italiaanse uitspraak: [ˈkorte]; Franse uitspraak: [kɔʁte]; Corsicaans: Corti, [ˈkɔrti]) is een gemeente in het Franse departement Haute-Corse in de regio Corsica. De gemeente telde 7.737 inwoners op 1 januari 2022. De plaats maakt deel uit van het arrondissement Corte. Corte ligt in het midden van Corsica, op ongeveer 70 kilometer van Bastia en 85 kilometer van Ajaccio. Corte is de culturele en de historische hoofdstad van Corsica.

## Geschiedenis
Door haar centrale ligging, aan de toegang tot de Tavignanovallei en de Restonicavallei en op een kruispunt van wegen, was Corte van strategisch belang. De plaats was al bewoond in de Romeinse tijd en ook in de middeleeuwen was hier een nederzetting. In de 14e eeuw kwam er een klein kasteel op een rotspunt. Vincentello d'Istria, onderkoning van Corsica namens de koning van Aragon, liet vanaf 1419 boven de stad een vesting bouwen. Van hieruit organiseerde hij het verzet tegen de Genuezen. Tussen 1553 en 1559 bezette een Frans leger de stad. Daarna werd de stad bezet door de Genuezen en ook Sampiero Corso had de stad korte tijd in handen in 1563.
In 1745 ontstond in Corte de Corsicaanse opstand tegen het Genuese bestuur en tussen 1755 en 1769 was Corte de hoofdstad van het onafhankelijk verklaarde Corsica. In Corte was de munt en een nationale drukkerij gevestigd. In 1765 werd er de eerste universiteit van Corsica geopend, die echter al na vier jaar moest sluiten. Na de Franse overwinning in de Slag bij Ponte Novo in 1769, kwamen Corsica en Corte onder Frans bestuur. Op bevel van de graaf van Vaux werd begonnen met de omvorming van het kasteel van Corte naar een citadel. In 1776 werd de kazerne Padoue gebouwd om er een garnizoen in onder te brengen. Tussen 1791 en 1793 was Corte hoofdstad van het kortstondige departement Golo. Maar in de 19e en het grootste deel van de 20e eeuw bekleedde de stad een tweederangs rol. Wel was er nog een garnizoen gelegerd en in de 19e eeuw kreeg de citadel van Corte haar huidige uitzicht.
In 1981 kreeg Corte opnieuw een universiteit. In 1983 verliet het Frans Vreemdelingenlegioen de citadel waar het sinds 1962 gelegerd was. Daarna werd in de citadel het Grand Musée de la Corse geopend.

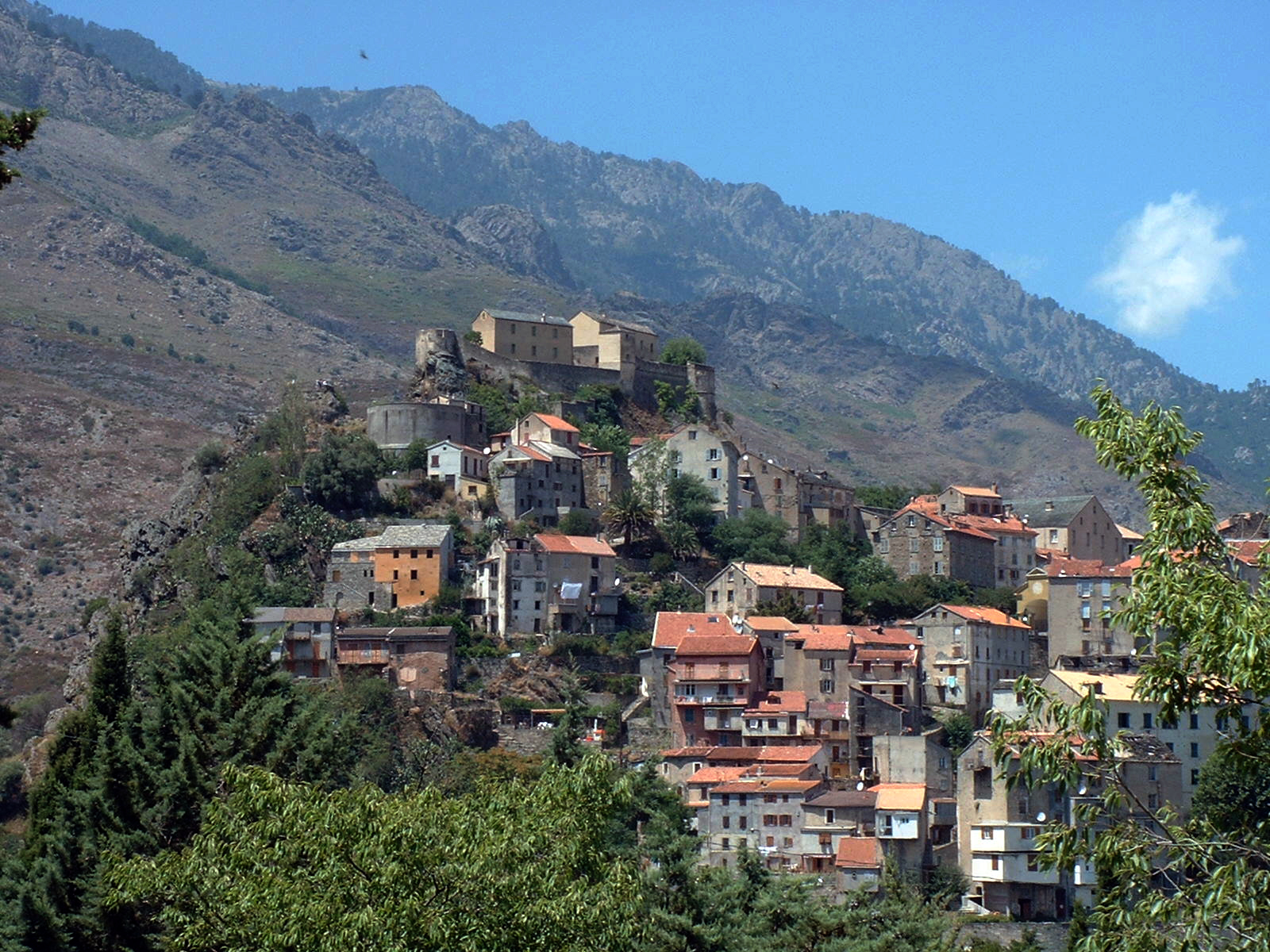
Corte

## Bezienswaardigheden
- De citadel is een van de zes citadellen van Corsica en de enige in het binnenland.
- De kerk van de Annunciatie werd gebouwd in de 15e eeuw en werd vergroot in de 17e eeuw en kreeg toen haar barok uiterlijk. Het gebouw werd in 1973 een historisch monument.
- Het voormalig nationaal paleis waar in de 18e eeuw het parlement en de regering zetelden.
- Het klooster Saint-François werd gesticht in 1474. Het werd uitgebreid in de tweede helft van de 17e eeuw en werd toen een van de grootste kloosters van Corsica. Na de Franse Revolutie werd het klooster in beslag genomen. Het deed nog dienst als bejaardenhuis voor geestelijken, school en kazerne. Het werd daarna een studentenresidentie.

## Geografie
De oppervlakte van Corte bedroeg op 1 januari 2022 149,27 vierkante kilometer; de bevolkingsdichtheid was toen 51,8 inwoners per km².
Het stadje ligt op 450 meter hoogte, vlak bij de Tavignanovallei. De vallei van de Restonica is V-dal uitgesleten door een gletsjer. De autoweg D623 loopt door het dal. Door de vallei van de Tavignano lopen geen autowegen.
De onderstaande kaart toont de ligging van Corte met de belangrijkste infrastructuur en aangrenzende gemeenten.

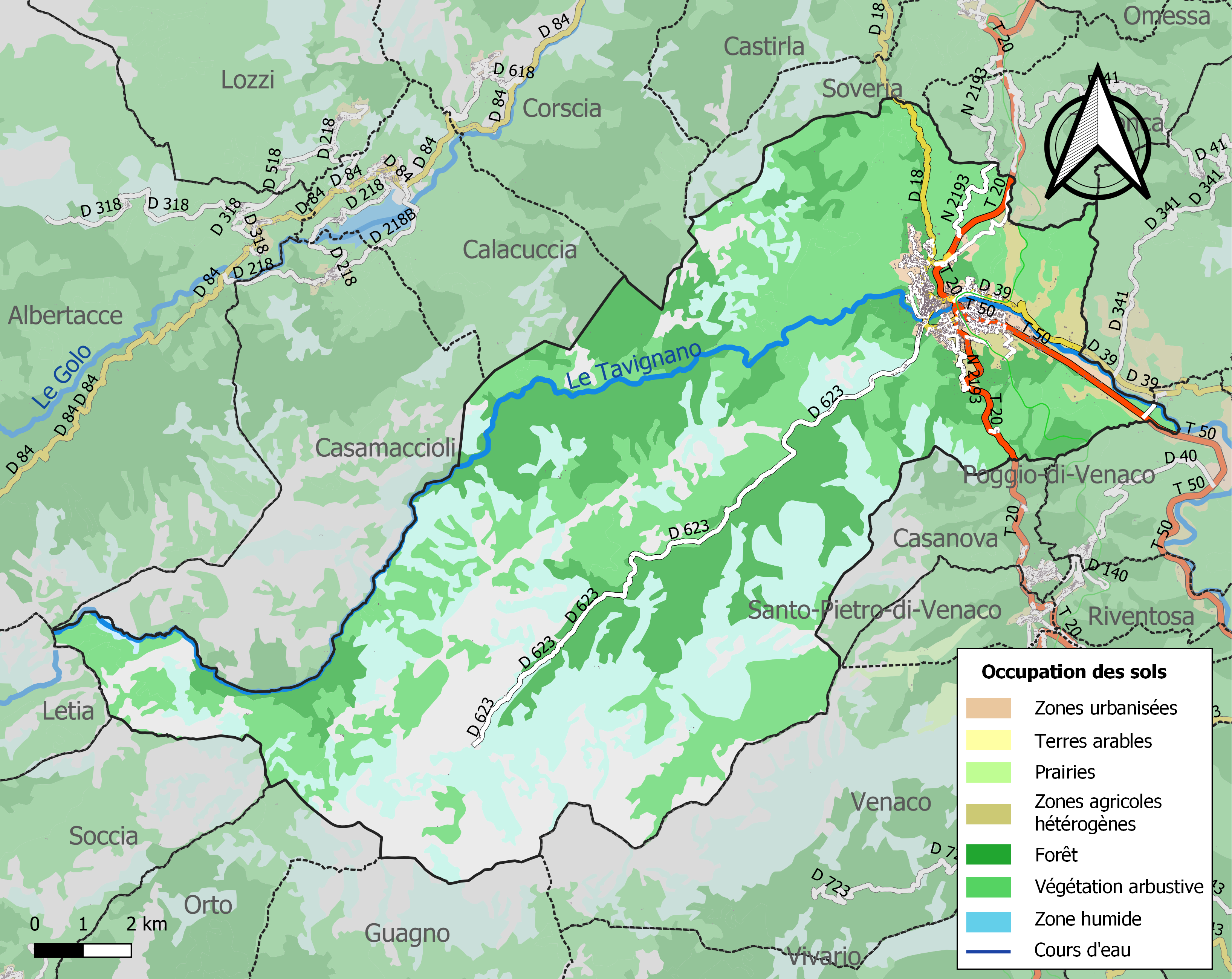

## Demografie
Onderstaande figuur toont het verloop van het inwonertal (bron: INSEE-tellingen).

Vanwege een beveiligingsprobleem met de MediaWiki Graph-software is het momenteel niet mogelijk deze grafiek weer te geven. Zodra de software is bijgewerkt zal de grafiek vanzelf weer zichtbaar worden.

## Geboren in Corte
- Gian Pietro Gaffori (1704-1753), patriot
- Jozef Bonaparte (1768-1844), koning van Napels en Spanje